# ラファエル・デュマス・ヒベイロ
ラファエル・デュマス・ヒベイロ（Rafael Dumas Ribeiro、1995年3月13日 - ）は、ブラジル出身のプロサッカー選手。ポジションはDF。

## 来歴
幼少期はフットサルに親しんだ。13歳の時にアウダックス・リオの下部組織に入団。その後、ローンを経てCRフラメンゴの下部組織に移籍。
2016年5月25日、セリエAのアソシアソン・シャペコエンセ・ジ・フチボウ戦でプロデビュー。
2016年9月1日、インド・スーパーリーグのFCゴアに期限付き移籍。
2017年1月14日、フィリピンのグローバル・セブFCに期限付き移籍したが、1試合も出場すること無くすぐにフラメンゴに復帰した。その後、改めてルヴェルデンセECに期限付き移籍。8月23日、パイサンドゥSCに期限付き移籍。
2019年1月10日、湘南ベルマーレに完全移籍。7月28日、契約解除により退団。

## 所属クラブ
ユースチーム経歴
- 2010年 - 2012年  アウダックス・リオデジャネイロEC
- 2011年 - 2015年  CRフラメンゴ

トップチーム経歴
- 2015年 - 2018年  CRフラメンゴ
  - 2016年  FCゴア（期限付き移籍）
  - 2017年  グローバル・セブFC（期限付き移籍）
  - 2017年  ルヴェルデンセEC（期限付き移籍）
  - 2017年  パイサンドゥSC（期限付き移籍）
  - 2018年  GEブラジウ（期限付き移籍）
- 2019年  湘南ベルマーレ
- 2020年  クルーベ・ナウチコ・カピバリベ
- 2021年  ポルトゥゲーザ-RJ
- 2021年  CEベント・ゴンサウヴェス
- 2022年  SERカシアス・ド・スル
- 2023年 -  GEブラジウ

## Jリーグでの個人成績
| 国内大会個人成績 | 国内大会個人成績 | 国内大会個人成績 | 国内大会個人成績 | 国内大会個人成績 | 国内大会個人成績 | 国内大会個人成績 | 国内大会個人成績 | 国内大会個人成績 | 国内大会個人成績 | 国内大会個人成績 | 国内大会個人成績 |
| 年度             | クラブ           | 背番号           | リーグ           | リーグ戦         | リーグ戦         | リーグ杯         | リーグ杯         | オープン杯       | オープン杯       | 期間通算         | 期間通算         |
| 年度             | クラブ           | 背番号           | リーグ           | 出場             | 得点             | 出場             | 得点             | 出場             | 得点             | 出場             | 得点             |
| 日本             | 日本             | 日本             | 日本             | リーグ戦         | リーグ戦         | リーグ杯         | リーグ杯         | 天皇杯           | 天皇杯           | 期間通算         | 期間通算         |
| ---------------- | ---------------- | ---------------- | ---------------- | ---------------- | ---------------- | ---------------- | ---------------- | ---------------- | ---------------- | ---------------- | ---------------- |
| 2019             | 湘南             | 34               | J1               | 1                | 0                | 0                | 0                | 0                | 0                | 1                | 0                |
| 通算             | 日本             | 日本             | J1               | 1                | 0                | 0                | 0                | 0                | 0                | 1                | 0                |
| 総通算           | 総通算           | 総通算           | 総通算           | 1                | 0                | 0                | 0                | 0                | 0                | 1                | 0                |